# 2024년 화롄 지진
2024년 화롄 지진(중국어: 2024年花蓮地震)은 2024년 4월 3일 오전 7시 58분(UTC+08, 대만 표준시)에 중화민국 화롄현 동쪽 해역에서 발생한 모멘트 규모 Mw7.4, 릭터 규모 기준 ML7.2의 지진이다. 중화민국 중앙기상국 진도 계급 기준 화롄현에서 최대진도 6강을, 수정 메르칼리 진도 계급 기준 IX를 관측했다. 이번 지진은 1999년 발생한 921 대지진 이후 대만에서 발생한 가장 큰 규모의 지진이다. 중화민국 중앙기상서는 대만 섬 전역에 지진해일 주의보를 발표했다.

## 지질학적 환경
대만 섬은 필리핀해판과 유라시아판 사이 복잡한 수렴 경계 지대 위에 있어 역사적으로 큰 규모의 지진이 자주 발생했다. 실제로 대만에서 발생한 대부분의 지진은 동해안에서 발생해 인구밀도가 적어 피해는 별로 없는 반면, 섬 안이나 서해안에서 발생하는 소규모 지진은 역사적으로 더 큰 피해가 있어왔다. 이번 지진이 발생한 지역에서 필리핀해판은 유라시아판 아래로 1년에 약 75 mm의 속도로 수렴하고 있다. 대만 남쪽에서는 유라시아판의 해양 지각이 필리핀해판 아래로 섭입하며 일종의 열도인 루손 화산호를 형성했다. 대만섬 위에서는 해양 지각이 모두 섭입되어 열도가 유라시아판의 대륙 지각과 충돌하고 있다. 대만 북쪽의 필리핀해판에서는 이와 대조적으로 필리핀해판이 유라시아판 아래로 섭입하면서 류큐 열도를 형성했다.
지금까지 대만 주변 지진대에서 발생한 지진은 진앙이 이번처럼 대만 섬 내부가 아니고 대부분 해저여서 지진 규모에 비해 피해가 적었다. 대만에서는 1935년 리히터 규모 7.4의 강진으로 3,276명의 희생자가 발생했으며 1964년에도 강진으로 106명이 사망하고 650명이 다쳤다. 통계에 따르면 대만에서는 매년 10여 차례의 크고 작은 지진이 발생하고 있다. 남북아메리카의 서해안에서 알류샨 열도·캄차카반도·쿠릴 열도·일본을 거쳐 대만동부 해안·필리핀·인도네시아·뉴질랜드로 이어지는 환태평양지진대에서는 해마다 지구 지진에너지의 80%가 방출되고 있다.

## 지진

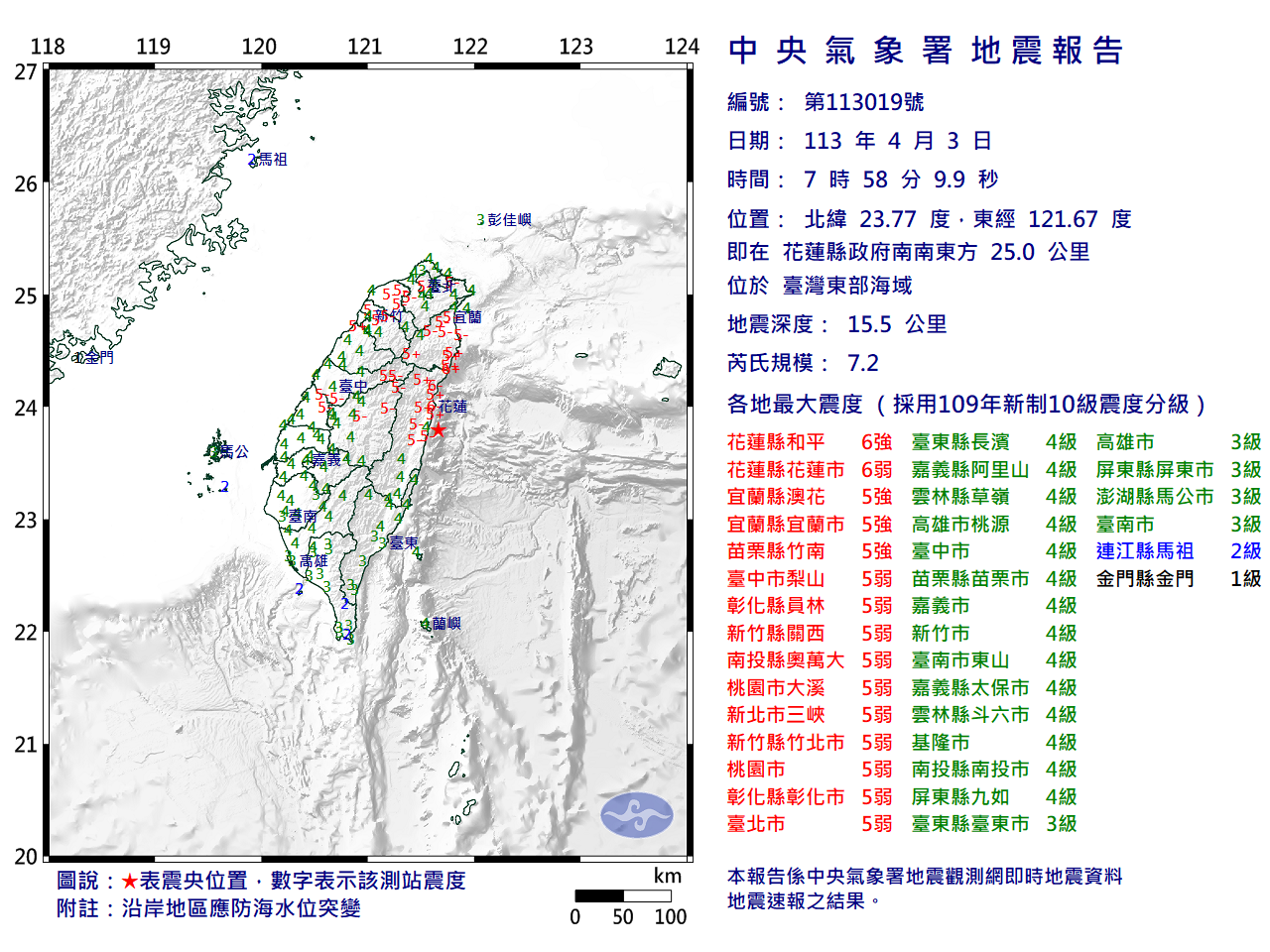
대만 중앙기상서가 발표한 2024년 화롄 지진 본진의 정보와 각 지역별 진도

중화민국 중앙기상국 진도 계급 기준 최대진도 6강을 화롄현 화롄시에서 관측했고, 대만의 수도인 타이베이시에서는 5약을 관측했다. UTC 기준 0시 11분에 규모 Mw6.4의 여진이 발생했고, 0시 35분에는 규모 Mw5.7, 0시 43분에는 규모 Mw5.5의 지진이 발생했으며 0시 46분에는 Mw5.7의 지진이 발생하는 등 규모 M5 이상의 여진이 빈번히 발생했다. 본진의 규모는 1999년 대만에 일어난 규모 Mw7.7의 921 대지진 이후 가장 크다. 지진의 흔들림은 대만 외에도 홍콩, 상하이와 중국 푸젠성 곳곳에서도 느껴졌다. 필리핀에서도 지진의 흔들림이 감지되었다는 보고가 왔다.
지진의 발진기구해에 따르면 진원 깊이 34.8 km의 역단층에 해당하는 지진이다. 미국 지질조사국(USGS)에 따르면 단층 파열은 유라시아판 내부에서 동북-서남 주향의 중간 각도로 파고드는 역단층에서 발생했다. 비슷한 지진의 역단층형 지진에서 예상되는 단층 파열의 크기는 60 km × 35 km 넓이 영역이다. 단층 파열 모델 분석 결과 단층의 미끄러짐은 약간 타원형 모양의 60 km × 60 km 크기 판 내부에서 일어났다. 지진의 규모는 화롄현에서 15명이 사망한 1986년 화롄 지진과 동일하다.
일본 기상청은 일본 표준시 기준 오전 8시 58분 33.9초에 지진파를 감지한 후 82.8초 후인 8시 59분 56.7초에 오키나와현 요나구니섬에서 진도5약, 이리오모테섬, 이시가키섬, 미야코섬에서 진도4가 예상된다며 긴급지진속보(경보)를 발표했다.
홍콩천문대(HKO)는 100명 이상의 사람들이 홍콩에서 지진의 흔들림을 느꼈다고 제보했으며, 그 흔들림은 수 초간 이어졌다고 발표했다.

### 각지의 진도
아래는 중화민국 중앙기상국 진도 계급 기준 최대진도 5약 이상을 관측한 지역이다.
| 진도 | 현/시      | 관측 지점                          |
| ---- | ---------- | ---------------------------------- |
| 6강  | 화롄현     | 허핑                               |
| 6약  | 화롄현     | 타이루거, 화롄시                   |
| 5강  | 화롄현     | 옌랴오, 퉁먼, 슈린, 시바오         |
| 5강  | 이란현     | 아오화, 난아오, 우타, 이란시, 난산 |
| 5강  | 먀오리현   | 주난                               |
| 5약  | 화롄현     | 지치, 시린, 광푸                   |
| 5약  | 이란현     | 쑤아오, 둥산, 뉴더우, 네이청       |
| 5약  | 타이중시   | 리산, 우펑, 더지                   |
| 5약  | 장화현     | 위안린, 장화시                     |
| 5약  | 신주현     | 관시, 주둥, 주베이시               |
| 5약  | 난터우현   | 아오완다, 르웨탄, 허환산           |
| 5약  | 타오위안시 | 다시, 중리, 타오위안               |
| 5약  | 신베이시   | 싼샤, 우펀산                       |
| 5약  | 타이베이시 | 타이베이시                         |

일본 내에서도 곳곳에서 지진의 흔들림을 관측했으며 일본 기상청 진도 계급 기준 오키나와현에서 최대 진도4를 관측했다. 아래는 진도1 이상의 흔들림을 관측한 지역이다.
| 진도 | 도도부현   | 시구정촌               |
| ---- | ---------- | ---------------------- |
| 4    | 오키나와현 | 요나구니정             |
| 3    | 오키나와현 | 이시가키시, 다케토미정 |
| 2    | 오키나와현 | 미야코지마시, 다라마촌 |

| 계급  | 지역                                 |
| ----- | ------------------------------------ |
| 계급1 | 미야코지마시, 요나구니정, 다케토미정 |
| 계급0 | 다라마촌, 이시가키시                 |

## 여진
아래는 대만의 기상청인 중앙기상서 발표 기준에 따른 규모 M5.0 이상, 최대진도 4 이상의 여진 목록이다. 규모 M5.5 이상일 경우 노랑으로, M6.0 이상일 경우 주황으로 칠했다.
| 발생 시각(현지시각)            | 좌표                                                  | 진앙                         | 지진 규모 | 진원 깊이 | 최대진도 (중앙기상국 진도 계급 기준) | 참고     |
| ------------------------------ | ----------------------------------------------------- | ---------------------------- | --------- | --------- | ------------------------------------ | -------- |
| 2024년 4월 3일 7시 58분        | 북위 23° 46′ 동경 121° 40′ / 북위 23.77° 동경 121.67° | 화롄현 남남동쪽 25.0 km 지점 | 7.2       | 15.0 km   | 6강                                  |          |
| 2024년 4월 3일 8시 00분        | 북위 23° 52′ 동경 121° 40′ / 북위 23.87° 동경 121.67° | 화롄현 남남동쪽 14.2 km 지점 | 5.8       | 25.4 km   | 4                                    |          |
| 2024년 4월 3일 8시 11분        | 북위 24° 06′ 동경 121° 40′ / 북위 24.1° 동경 121.66°  | 화롄현 북북동쪽 12.7 km 지점 | 6.5       | 5.5 km    | 5강                                  | 최대여진 |
| 2024년 4월 3일 8시 17분        | 북위 24° 02′ 동경 121° 43′ / 북위 24.03° 동경 121.72° | 화롄현 동북동쪽 11.4 km 지점 | 5.4       | 32.2 km   | 4                                    |          |
| 2024년 4월 3일 8시 35분        | 북위 24° 14′ 동경 121° 43′ / 북위 24.23° 동경 121.72° | 화롄현 북북동쪽 28.4 km 지점 | 5.6       | 14.6 km   | 4                                    |          |
| 2024년 4월 3일 8시 46분        | 북위 24° 11′ 동경 121° 41′ / 북위 24.19° 동경 121.69° | 화롄현 북북동쪽 23.1 km 지점 | 5.4       | 3.1 km    | 4                                    |          |
| 2024년 4월 3일 8시 50분        | 북위 23° 50′ 동경 121° 34′ / 북위 23.84° 동경 121.57° | 화롄현 남남서쪽 18.0 km 지점 | 5.4       | 21.6 km   | 4                                    |          |
| 2024년 4월 3일 9시 39분        | 북위 23° 50′ 동경 121° 44′ / 북위 23.84° 동경 121.73° | 화롄현 동남쪽 20.0 km 지점   | 5.7       | 8.1 km    | 4                                    |          |
| 2024년 4월 3일 9시 53분        | 북위 23° 52′ 동경 121° 33′ / 북위 23.87° 동경 121.55° | 화롄현 남남서쪽 15.2 km 지점 | 5.1       | 16.1 km   | 4                                    |          |
| 2024년 4월 3일 10시 14분       | 북위 24° 09′ 동경 121° 56′ / 북위 24.15° 동경 121.93° | 화롄현 동북동쪽 35.8 km 지점 | 6.2       | 17.1 km   | 4                                    |          |
| 2024년 4월 3일 10시 28분       | 북위 24° 13′ 동경 121° 47′ / 북위 24.22° 동경 121.79° | 화롄현 동북쪽 30.5 km 지점   | 5.3       | 10.0 km   | 4                                    |          |
| 2024년 4월 3일 11시 57분       | 북위 23° 50′ 동경 121° 35′ / 북위 23.83° 동경 121.59° | 화롄현 남쪽 18.3 km 지점     | 5.2       | 17.4 km   | 4                                    |          |
| 2024년 4월 3일 23시 39분       | 북위 24° 10′ 동경 121° 41′ / 북위 24.16° 동경 121.69° | 화롄현 북북동쪽 19.5 km 지점 | 5.1       | 17.2 km   | 4                                    |          |
| 2024년 4월 3일 23시 42분       | 북위 24° 10′ 동경 121° 41′ / 북위 24.17° 동경 121.68° | 화롄현 북북동쪽 21.2 km 지점 | 5.0       | 17.1 km   | 4                                    |          |
| 2024년 4월 3일 23시 55분       | 북위 24° 13′ 동경 121° 44′ / 북위 24.21° 동경 121.74° | 화롄현 북북동쪽 27.3 km 지점 | 5.1       | 10.0 km   | 4                                    |          |
| 2024년 4월 4일 2시 29분        | 북위 23° 48′ 동경 121° 47′ / 북위 23.8° 동경 121.79°  | 화롄현 동남쪽 km 27.5 지점   | 5.4       | 5.8 km    | 4                                    |          |
| 2024일 4월 4일 22시 30분       | 북위 24° 16′ 동경 121° 45′ / 북위 24.26° 동경 121.75° | 화롄현 북북동쪽 32.6 km 지점 | 5.1       | 10.0 km   | 4                                    |          |
| 2024년 4월 5일 2시 35분        | 북위 24° 10′ 동경 121° 40′ / 북위 24.16° 동경 121.67° | 화롄현 북북동쪽 19.1 km 지점 | 5.3       | 31.2 km   | 4                                    |          |
| 2024년 4월 5일 12시 50분       | 북위 24° 08′ 동경 121° 41′ / 북위 24.13° 동경 121.68° | 화롄현 북북동쪽 16.7 km 지점 | 5.4       | 8.3 km    | 4                                    |          |
| 2024년 4월 5일 14시 12분       | 북위 23° 48′ 동경 121° 35′ / 북위 23.80° 동경 121.59° | 화롄현 남쪽 21.4 km 지점     | 5.1       | 10.0 km   | 4                                    |          |
| 2024년 4월 6일 4시 26분        | 북위 23° 57′ 동경 121° 45′ / 북위 23.95° 동경 121.75° | 화롄현 동남동쪽 13.7 km 지점 | 5.3       | 10.3 km   | 4                                    |          |
| 2024년 4월 6일 11시 52분       | 북위 24° 11′ 동경 121° 44′ / 북위 24.19° 동경 121.73° | 화롄현 북북동쪽 24.6 km 지점 | 5.2       | 16.3 km   | 4                                    |          |
| 2024년 4월 6일 18시 47분       | 북위 23° 55′ 동경 121° 43′ / 북위 23.92° 동경 121.71° | 화롄현 동남쪽 12.4 km 지점   | 5.3       | 25.1 km   | 4                                    |          |
| 2024년 4월 7일 5시 15분        | 북위 24° 02′ 동경 121° 43′ / 북위 24.04° 동경 121.71° | 화롄현 동북동쪽 11.0 km 지점 | 5.1       | 13.8 km   | 4                                    |          |
| 2024년 4월 7일 18시 1분        | 북위 24° 10′ 동경 121° 58′ / 북위 24.17° 동경 121.96° | 화롄현 동북동쪽 40.2 km 지점 | 5.4       | 16.9 km   | 4                                    |          |
| 2024년 4월 8일 13시 9분        | 북위 24° 13′ 동경 121° 50′ / 북위 24.21° 동경 121.83° | 화롄현 동북쪽 32.1 km 지점   | 5.1       | 5.1 km    | 4                                    |          |
| 2024년 4월 9일 2시 2분         | 북위 23° 56′ 동경 121° 41′ / 북위 23.94° 동경 121.68° | 화롄현 동남쪽 8.2 km 지점    | 5.3       | 24.6 km   | 4                                    |          |
| 2024년 4월 17일 2시 59분       | 북위 24° 07′ 동경 121° 46′ / 북위 24.11° 동경 121.76° | 화롄현 동북쪽 19.9 km 지점   | 5.0       | 18.4 km   | 4                                    |          |
| 2024년 4월 17일 17시 17분      | 북위 23° 55′ 동경 121° 41′ / 북위 23.91° 동경 121.69° | 화롄현 동남쪽 11.3 km 지점   | 5.2       | 19.2 km   | 4                                    |          |
| 2024년 4월 21일 10시 40분      | 북위 23° 29′ 동경 121° 41′ / 북위 23.49° 동경 121.68° | 화롄현 남쪽 55.9 km 지점     | 5.6       | 30.0 km   | 4                                    |          |
| 2024년 4월 22일 0시 35분       | 북위 24° 12′ 동경 121° 40′ / 북위 24.2° 동경 121.67°  | 화롄현 북북동쪽 24.1 km 지점 | 5.3       | 23.1 km   | 4                                    |          |
| 2024년 4월 22일 17시 8분       | 북위 23° 46′ 동경 121° 33′ / 북위 23.76° 동경 121.55° | 화롄현 남남서쪽 26.8 km 지점 | 5.5       | 10 km     | 4                                    |          |
| 2024년 4월 22일 17시 12분      | 북위 23° 47′ 동경 121° 33′ / 북위 23.79° 동경 121.55° | 화롄현 남남서쪽 22.9 km 지점 | 5.3       | 10 km     | 4                                    |          |
| 2024년 4월 22일 17시 52분      | 북위 23° 47′ 동경 121° 35′ / 북위 23.79° 동경 121.59° | 화롄현 남쪽 22.4 km 지점     | 5.1       | 7.4 km    | 4                                    |          |
| 2024년 4월 22일 18시 46분      | 북위 23° 46′ 동경 121° 32′ / 북위 23.77° 동경 121.53° | 화롄현 남남서쪽 26.7 km 지점 | 5.4       | 3.4 km    | 4                                    |          |
| 2024년 4월 22일 18시 49분      | 북위 23° 46′ 동경 121° 32′ / 북위 23.76° 동경 121.54° | 화롄현 남남서쪽 27.3 km 지점 | 5.3       | 10 km     | 4                                    |          |
| 2024년 4월 22일 18시 50분      | 북위 23° 45′ 동경 121° 31′ / 북위 23.75° 동경 121.51° | 화롄현 남남서쪽 28.6 km 지점 | 5.7       | 10 km     | 4                                    |          |
| 2024년 4월 22일 19시 13분      | 북위 23° 50′ 동경 121° 32′ / 북위 23.83° 동경 121.54° | 화롄현 남남서쪽 19.1 km 지점 | 5.4       | 6.1 km    | 4                                    |          |
| 2024년 4월 22일 19시 25분      | 북위 23° 43′ 동경 121° 31′ / 북위 23.72° 동경 121.51° | 화롄현 남남서쪽 32.2 km 지점 | 5.0       | 6.4 km    | 4                                    |          |
| 2024년 4월 22일 19시 45분      | 북위 23° 43′ 동경 121° 32′ / 북위 23.72° 동경 121.54° | 화롄현 남남서쪽 31.4 km 지점 | 5.0       | 10 km     | 4                                    |          |
| 2024년 4월 22일 21시 13분      | 북위 23° 43′ 동경 121° 32′ / 북위 23.71° 동경 121.53° | 화롄현 남남서쪽 33 km 지점   | 5.3       | 10 km     | 4                                    |          |
| 2024년 4월 22일 22시 11분      | 북위 23° 46′ 동경 121° 31′ / 북위 23.77° 동경 121.52° | 화롄현 남남서쪽 26.5 km 지점 | 5.9       | 8.6 km    | 4                                    |          |
| 2024년 4월 23일 2시 26분       | 북위 23° 43′ 동경 121° 40′ / 북위 23.72° 동경 121.66° | 화롄현 남쪽 29.9 km 지점     | 6.0       | 10.0 km   | 5약                                  |          |
| 2024년 4월 23일 2시 32분       | 북위 23° 51′ 동경 121° 32′ / 북위 23.85° 동경 121.54° | 화롄현 남남서쪽 7.2 km 지점  | 6.3       | 5.5 km    | 5약                                  |          |
| 2024년 4월 23일 3시 19분       | 북위 23° 52′ 동경 121° 34′ / 북위 23.86° 동경 121.57° | 화롄현 남남서쪽 14.0 km 지점 | 5.1       | 9.1 km    | 4                                    |          |
| 2024년 4월 23일 3시 28분       | 북위 23° 46′ 동경 121° 34′ / 북위 23.76° 동경 121.57° | 화롄현 남남서쪽 25.9 km 지점 | 5.0       | 3.4 km    | 4                                    |          |
| 2024년 4월 23일 4시 3분        | 북위 23° 49′ 동경 121° 37′ / 북위 23.82° 동경 121.61° | 화롄현 남쪽 18.7 km 지점     | 5.0       | 5.0 km    | 4                                    |          |
| 2024년 4월 23일 4시 49분       | 북위 23° 43′ 동경 121° 35′ / 북위 23.72° 동경 121.58° | 화롄현 남쪽 30.0 km 지점     | 5.9       | 10.0 km   | 4                                    |          |
| 2024년 4월 23일 4시 52분       | 북위 23° 48′ 동경 121° 31′ / 북위 23.80° 동경 121.52° | 화롄현 남남서쪽 23.4 km 지점 | 5.3       | 1.6 km    | 4                                    |          |
| 2024년 4월 23일 5시 4분        | 북위 23° 43′ 동경 121° 31′ / 북위 23.71° 동경 121.51° | 화롄현 남남서쪽 33.3 km 지점 | 5.5       | 8.0 km    | 4                                    |          |
| 2024년 4월 23일 5시 14분       | 북위 23° 46′ 동경 121° 32′ / 북위 23.76° 동경 121.54° | 화롄현 남남서쪽 27.3 km 지점 | 5.0       | 5.7 km    | 4                                    |          |
| 2024년 4월 23일 5시 19분       | 북위 23° 47′ 동경 121° 32′ / 북위 23.78° 동경 121.54° | 화롄현 남남서쪽 24.4 km 지점 | 5.7       | 10.0 km   | 4                                    |          |
| 2024년 4월 23일 5시 24분       | 북위 23° 44′ 동경 121° 32′ / 북위 23.74° 동경 121.53° | 화롄현 남남서쪽 29.2 km 지점 | 5.2       | 5.1 km    | 4                                    |          |
| 2024년 4월 23일 5시 31분       | 북위 23° 51′ 동경 121° 33′ / 북위 23.85° 동경 121.55° | 화롄현 남남서쪽 16.7 km 지점 | 5.7       | 8.1 km    | 5강                                  |          |
| 2024년 4월 23일 8시 4분        | 북위 23° 49′ 동경 121° 36′ / 북위 23.82° 동경 121.60° | 화롄현 남쪽 19.0 km 지점     | 5.8       | 2.0 km    | 5강                                  |          |
| 2024년 4월 23일 8시 11분       | 북위 23° 55′ 동경 121° 36′ / 북위 23.91° 동경 121.60° | 화롄현 남쪽 9.4 km 지점      | 5.1       | 9.0 km    | 4                                    |          |
| 2024년 4월 23일 9시 45분       | 북위 23° 49′ 동경 121° 34′ / 북위 23.81° 동경 121.57° | 화롄현 남남서쪽 20.6 km 지점 | 5.4       | 8.5 km    | 4                                    |          |
| 2024년 4월 23일 10시 21분      | 북위 23° 51′ 동경 121° 33′ / 북위 23.85° 동경 121.55° | 화롄현 남남서쪽 16.8 km 지점 | 5.4       | 9.1 km    | 5약                                  |          |
| 출처: 중화민국 중앙기상서 발표 |                                                       |                              |           |           |                                      |          |

## 지진해일

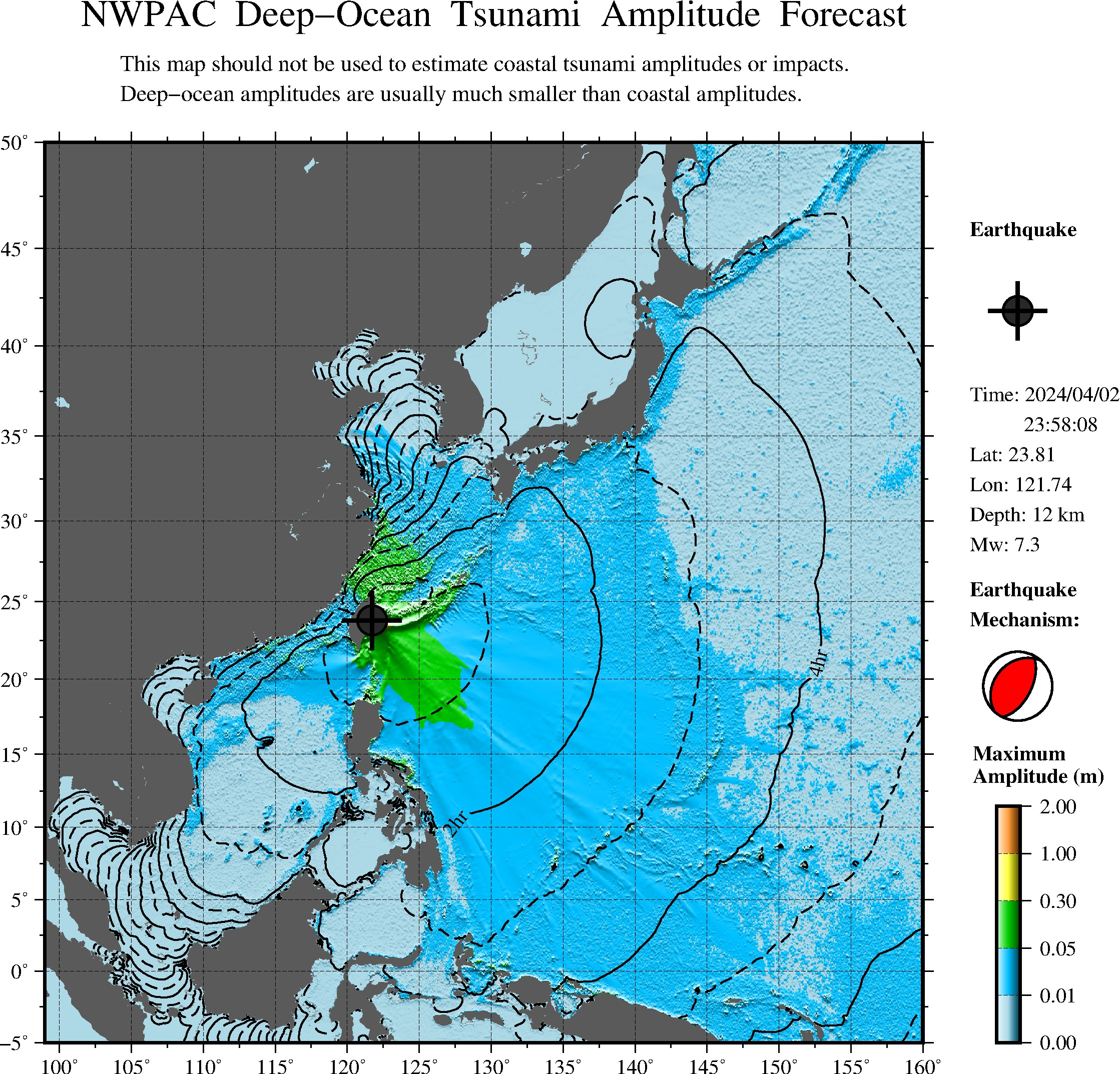
NWPAC가 발표한 각 시간별 쓰나미 도달 예상 장소의 모습

대만 중앙기상서는 현지 시각 오전 8시 11분 대만 해안 전역에 1 m 높이의 쓰나미가 예상된다며 쓰나미경보를 발령했다. 대만에서는 10시 51분경 최대 105 cm 높이 쓰나미를 관측했다.
| 쓰나미 예보구  | 예상 높이 | 관측 지점        | 최대 높이 도달 시각(TST) | 최대 쓰나미 높이 |
| -------------- | --------- | ---------------- | ------------------------ | ---------------- |
| 동부연안지구   | 1 m       | 화롄시           | 8시 30분                 | 30 cm            |
| 동남부연안지구 | 1 m       | 타이둥현 청궁    | 8시 52분                 | 52 cm            |
| 동북부연안지구 | 1 m       | 이란현 쑤아오    | 8시 33분                 | 43 cm            |
| 동북부연안지구 | 1 m       | 이란현 우스      | 9시 12분                 | 82 cm            |
| 북부연안지구   | 1 m       | 신베이시 룽둥    | 8시 35분                 | 22 cm            |
| 북부연안지구   | 1 m       | 신베이시 린산비  | 10시 30분                | 26 cm            |
| 해협연안지구   | 1 m       | 타이중항         | 9시 36분                 | 27 cm            |
| 해협연안지구   | 1 m       | 자이현 원강      | 8시 49분                 | 21 cm            |
| 해협연안지구   | 1 m       | 자이현 둥스      | 10시 48분                | 21 cm            |
| 서남부연안지구 | 1 m       | 쓰나미 관측 없음 | 쓰나미 관측 없음         | 쓰나미 관측 없음 |

중화인민공화국 자연자원부의 자연자원부 해일예경중심(自然资源部海啸预警中心)은 두 번째로 높은 수준인 해일황색경보(III급)를 발령하고 영향 가능 지역의 해안 지대에 심각한 피해를 가져올 수 있는 국지적 해일이 닥칠 수 있다고 경고했다. 일본 기상청은 현지 시각 기준 9시 1분에 오키나와현에 최대 3 m 높이의 해일이 예고된다며 오키나와섬 본섬과 미야코섬, 야에야마 제도에 쓰나미경보를 발표했다. 쓰나미경보는 10시 40분경에 쓰나미주의보로 격하되었으며 이후 12시에 쓰나미예보로 격하했다. 지진 발생 약 15분 후 요나구니섬에서 약 30 cm의 쓰나미가 관측되었다. 미야코섬과 야에야마섬에서도 미미한 해일이 예고되었고 최대 20 cm의 쓰나미가 관측되었다. 오키나와섬에 쓰나미경보가 발표된 일은 2011년 도호쿠 지방 태평양 해역 지진 이후 처음이다. 이 때문에 나하 공항의 전 인원이 3층으로 대피하고 오키나와-가고시마 간 항공편이 일시 중단되었다. 이후 오전 8시 12분에 중국 해일예경중심은 최고 경보 수준인 해일적색경보(I급)으로 위험을 상향했다. 이 경보는 8시 51분에 확색경보로 하향했으며 11시 20분에는 해일경보를 전부 해제했다.
미국의 태평양 지진해일 경보 센터(PTWC)에서는 중국 본토와 대만 연안에 1~3 m의, 일본 연안에 0.3~1 m의, 괌, 인도네시아, 북마리아나 제도, 팔라우, 필리핀, 대한민국, 베트남, 미크로네시아 연방 야프섬에 0.3 m 미만의 쓰나미가 도달할 수 있다고 발표했다.
필리핀에서는 국가재난위험감소 및 관리위원회에서 필리핀 화산지진연구소(PHIVOLCS)의 경고에 따라 바타네스주, 카가얀주, 이사벨라주, 북일로코스주 해안에 대피령을 내렸다. 23개 주에 최대 약 3 m 높이의 "높은 지진해일"이 닥칠 수 있다며 주의보가 발령되었다가 나중에 30 cm 규모로 축소되었다. 대만 시각 기준 오전 10시 3분 태평양 지진해일 경보 센터(PTWC)는 쓰나미 위협이 대부분 지나갔다고 발표했고 PHIVOLCS도 쓰나미경보를 취소했다.
홍콩 천문대는 12시 정오에서 오후 1시 사이에 홍콩에 쓰나미가 도달할 것이라고 추정했으며 쓰나미의 높이는 정상 조수에서 약 0.1 m 높을 것이라 홍콩에 미칠 영향은 그리 크지 않을 것이라고 전망했다. 오후 1시경 셰픽 부근에서 7 cm 높이의 쓰나미를 관측했으며 홍콩 천문대는 이것이 마지막 쓰나미 보고라고 밝혔다.

## 피해

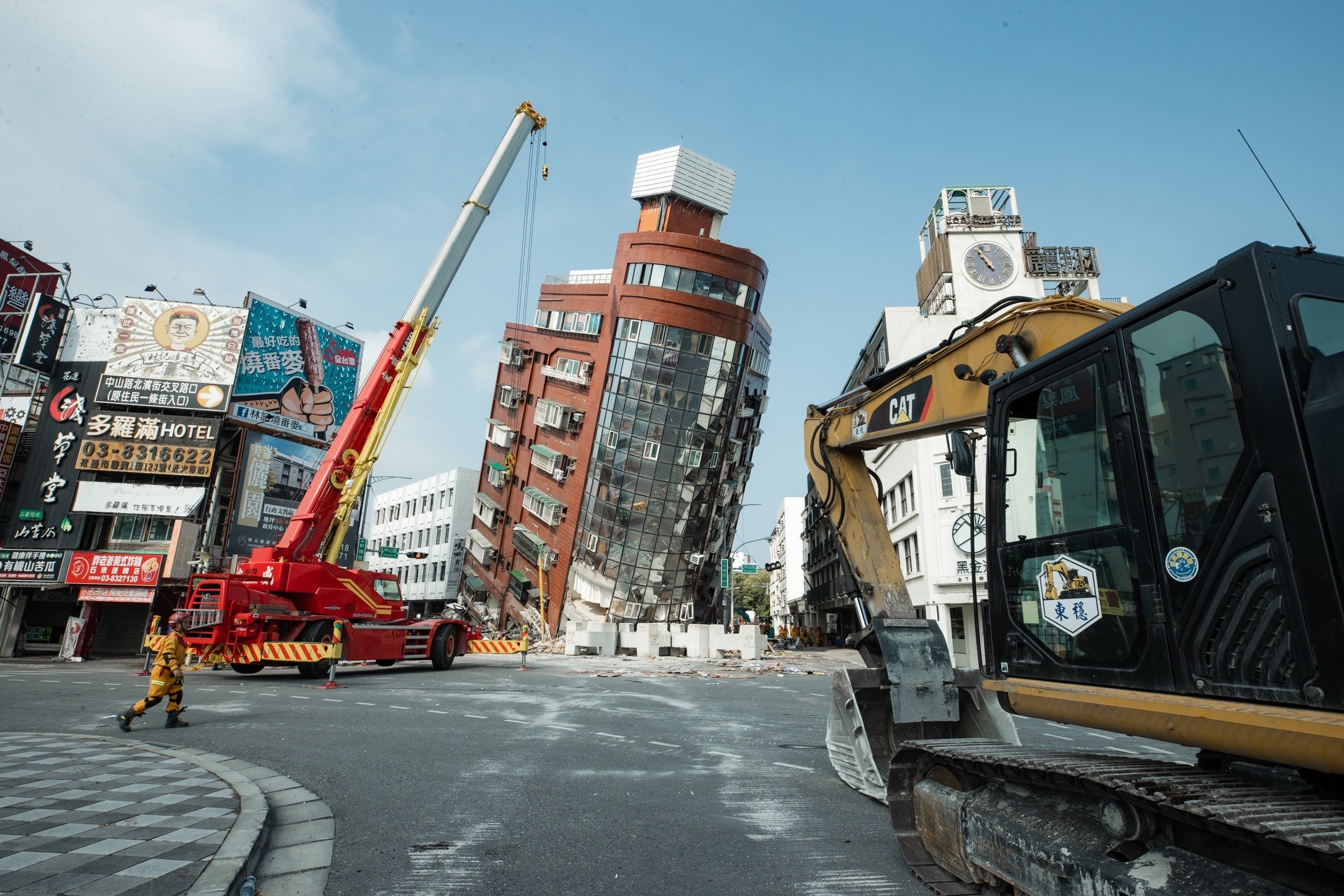
화롄시 야시장 인근에 있는 톈왕싱 건물(天王星大樓)이 한쪽으로 기울어진 모습.

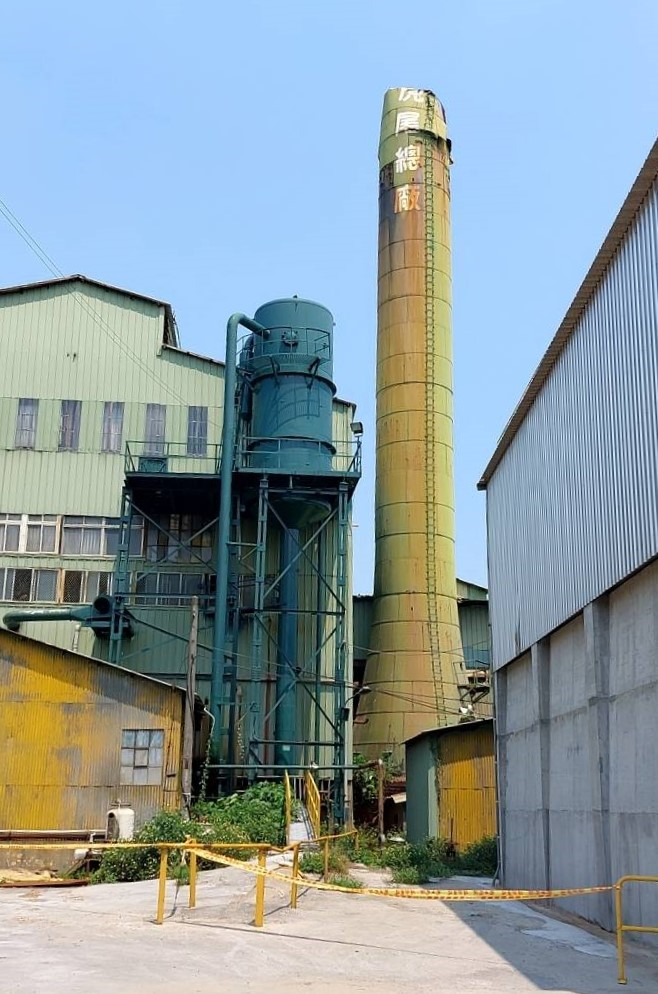
윈린현의 구 설탕공장 굴뚝이 붕괴된 모습.

중화민국 내정부 소방서에 따르면 지진으로 최소 18명이 사망했다. 또한 총 1,155명이 부상을 입고 344명은 잔해에 고립되었다고 집계되었다. 사망자 중 3명은 타이루거 국가공원에서 하이킹 중 낙석에 휩쓸려 사망했다. 또 다른 1명은 터널 안에서 낙석이 발생해 트럭이 깔려 사망했다. 그 외 국가공원 방문객 중 40명 이상이 부상을 입었다. 화롄현, 이란현, 타이베이시, 신베이시, 지룽시, 타오위안시에서도 낙석이나 물건이 넘어져 최소 50명 이상이 부상을 입었다.
지진으로 건물 최소 125채가 피해를 입었다. 보고된 26건의 건물 붕괴 사고 중 절반 이상이 화롄현에서 발생했다. 건물 붕괴로 최소 20명이 잔해에 갇혔다. 화롄시에서는 주택 2채, 9층 건물, 식당 하나가 무너져 많은 사람들이 안에 갇혔다. 특히 9층짜리 건물인 톈왕싱 건물에서 1명이 갇혀 있어 수색했다가 심정지 상태로 구조되었고 사망으로 파악되었다. 화롄 시내의 화롄여자고등학교 건물도 큰 피해를 입었다. 타이베이시의 한 창고 건물도 붕괴되어 3명이 경상을 입었고 1명이 깔려 구조되었다. 또한 타이베이시의 오래된 건물과 일부 신축 건물에서 건물 외벽 타일이 떨어졌다. 신뎬구에서는 지반 침하 현상이 발생해 주택 7채가 무너져 12명이 대피했다.
중화민국 입법원 건물의 벽과 천장에 손상이 갔고 중정기념당에서는 아치형 통로에 파편이 떨어졌다. 대만전력공사에 따르면 총 87,000가구에 정전 피해가 발생했는데 이 중 14,833가구가 도심 지역이며 5,306가구가 지진 발생 후 25분 내에 전력이 복구되었다고 밝혔다. 수도, 가스, 인터넷도 일시적으로 중단되었다. 대만섬 대부분에서 벽이나 파편, 벽돌이 무너져 건물 손상을 입었다는 제보가 들어왔다. 대만 내 원자력 발전소에는 별다른 사고가 없었다고 밝혔다.
슈린향 인근에서는 대규모 산사태가 발생했다. 이 산사태의 낙석이 쑤화공로를 덮쳐 9개 구간이 폐쇄되었다. 또한 다른 고속도로에서도 여러 낙석이 발생해 최소 12대의 차량이 충돌하고 9명 이상이 부상을 입었다. 또한 구이산섬 대부분이 지진으로 바다로 무너지는 피해를 입었다.
신베이시 중허구의 한 플라스틱 공장에서 대규모 붕괴 사고가 발생했다. 윈린현 후웨이진에 있는 대만 설탕 후웨이 종합공장의 오래된 굴뚝이 지진으로 무너졌으나 인명피해는 없었다. TSMC에서는 생산 라인 직원 대피령이 내려졌다.
교육부는 대만 내에 총 380개 학교가 피해를 입었다고 보고했다. 그 중 가장 큰 피해를 입은 학교가 화롄여자고등학교로 여러 건물에 금이 가고 철근이 노출되어 위험 판정을 받았으나 인명 피해는 없었다.

### 교통 피해
지진으로 타이베이 첩운 환상선의 한 고가철로가 어긋났음이 확인되었고, 타이베이 첩운의 전 노선이 안전 점검을 위해 운행이 일시 중단되었다. 또한 대만 전역의 고속철도 운행이 일시 중단되었고 섬 동부에 있는 주요 고속도로도 폐쇄되었다.
타이완 타오위안 국제공항에서는 천장 일부가 무너졌다.
타이중시에서 낙석이 도로를 막아 차량 3대가 파손되었고 1명이 부상을 입었다. 또한 쑤화공로의 다칭수이 터널 인근에서 대규모 낙석이 발생해 이를 지나던 여러 트럭과 차량이 맞아 사망자가 발생했다. 쑤화공로의 후이더 휴게소 주차장에서도 낙석이 세단 1대를 덮쳐 세단에 있던 운전자 1명이 사망했다.
화롄항의 한 부두에서 선박이 제방과 충돌해 송유관이 파열되고 부두가 파손되는 등 여러 피해가 발생해 항구가 일시적으로 폐쇄되었다.

## 반응
중화민국의 총통 차이잉원은 피해에 대한 우려를 표방하고 중화민국 국군에게 화롄현 및 기타 피해 지역의 지방 정부에게 구조 임무를 지원하라고 명령했다. 부총통이자 총통 당선인인 라이칭더는 국민들에게 조심하고 침착할 것을 당부하며 재난에 대처하기 위한 비상대책회의를 신설했다.
파워칩, KYEC, 타이미드 테크, TSMC 등의 대만 내 여러 반도체 회사가 공장을 일시적으로 가동 중단하고 신주현에 있는 시설에 피난명령을 내렸다. TSMC는 지진으로 약 6천만 달러의 손실이 예상된다고 발표했다.
중국의 국무원대만사무판공실에서는 지진에 대해 매우 우려하고 있으며 재난 구호 지원을 파견할 의향이 있다고 밝혔다.
일본은 오키나와현에 쓰나미경보가 발령됨에 따라 피해 가능성을 주시하기 위해 군용기를 오키나와섬에 파견했다. 나중에 일본 정부는 자국 내에 어떠한 피해도 발생하지 않았다고 발표했다. 일본의 총리 기시다 후미오는 대만에 애도와 위로를 표명하고 정부가 지원을 제공하겠다고 말했다. 과테말라와 파라과이도 대만에 연대를 표명하고 지원을 제공했다.

## 같이 보기
- 2024년 지진
- 대만의 지진 목록
- 921 대지진
- 2018년 화롄 지진